# Fordon, Bydgoszcz

Fordons vapen.

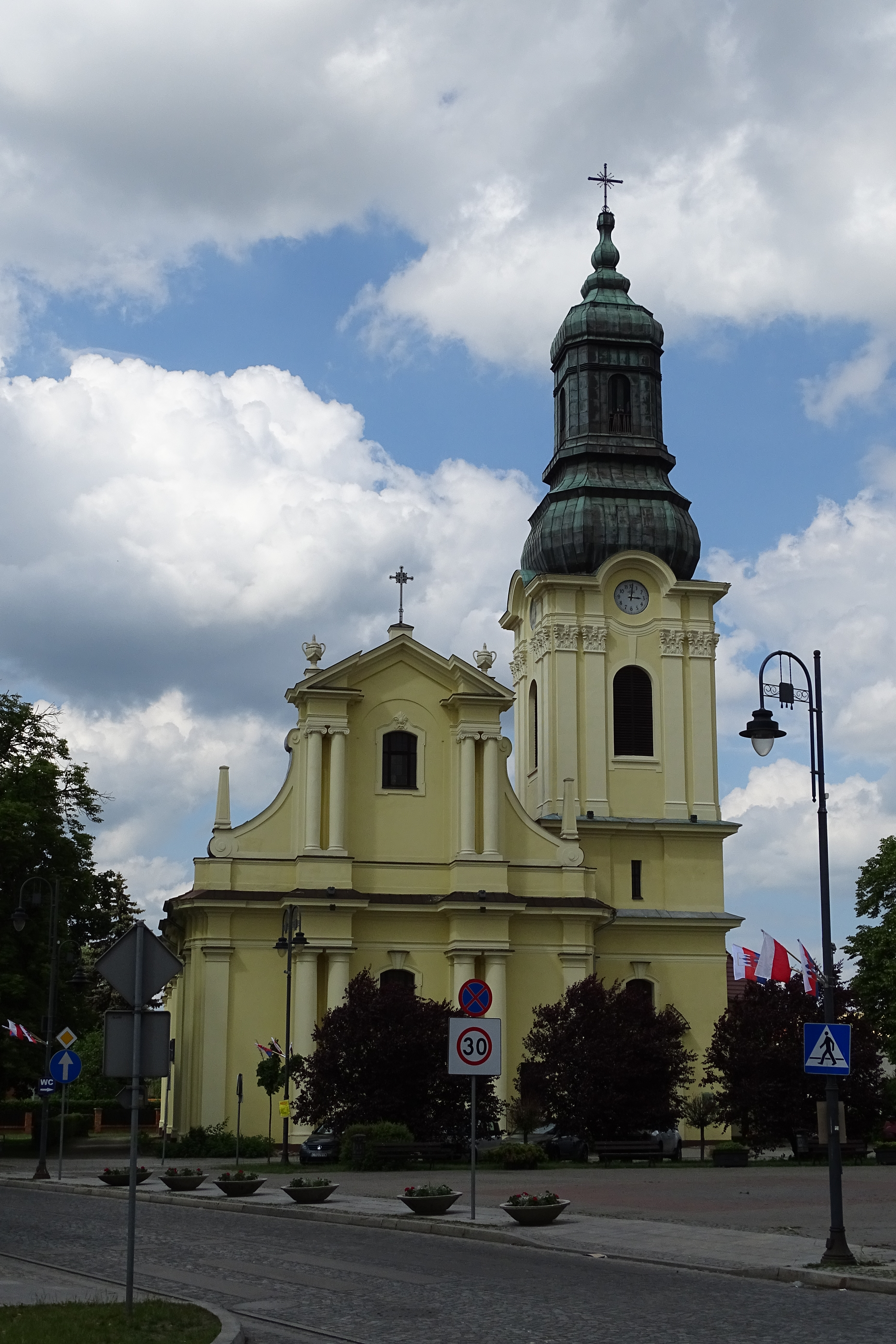
Den helige Mikaels kyrka i Fordon.

Fordon är ett distrikt i staden Bydgoszcz i Kujavien-Pommerns vojvodskap i Polen. Fordon är stadens största distrikt och har omkring 75 000 invånare. Namnet Fordon nämns för första gången i ett dokument från år 1112.